# Christian de la Campa
Pour les articles homonymes, voir de la Campa.
Christian de la Campa (né le 15 novembre 1981 à Guadalajara, Jalisco, Mexique), est un acteur et mannequin mexicain.

## Carrière
Il commence sa carrière en tant que mannequin et participe à plusieurs concours de mannequins. En 2010, il travaille comme modèle pour le Victoria's Secret Fashion Show. La même année, il obtient un diplôme d'acteur au Centre d'Éducation Artistique (CEA).
En 2011, il participe au concours de « Mr. Mexique » et représente le Mexique à « Mister Universe Model 2011 » où il finit en sixième position. Il est élu « Mister Ocean World 2011 »,.
En 2011, il fait ses débuts d'acteur à la télévision mexicaine Televisa en incarnant Martín Corona dans les telenovelas Amorcito corazón et Una familia con suerte.
En 2012, il rejoint Telemundo et participe à des telenovelas comme Relaciones peligrosas, La patrona et Santa diabla,.
En 2014, il participe au reality show Top Chef Estrellas. Il interprète Samuel Gallardo, un des trois frères protagonistes, dans la telenovela Tierra de reyes.
Du 18 mai à fin juin 2015, Christian de la Campa enregistre le film Santiago Apóstol, une production de José Manuel Brandariz où Julián Gil tient la vedette en jouant Santiago. 

## Filmographie

### Films
- 2015 : Santiago Apóstol : Torcuato Cansato

### Telenovelas
- 2011 : Amorcito corazón : Martin Corona
- 2011 : Una familia con suerte
- 2012 : Relaciones peligrosas : Joaquin Rivera, dit Joaco
- 2013 : La patrona : Alberto Espino
- 2013-2014 : Santa diabla : Franco García Herrera / Sebastián Blanco / René Alonso
- 2014-2015 : Tierra de reyes : Samuel Rey Gallardo Leon
- 2016-2017 : Vino el amor : Juan Téllez
- 2017-2018 : La hija pródiga : Salvador Mendoza
- 2019 : Un poquito tuyo : Álvaro Mendoza
- 2020 : Vencer el desamor : Paulo
- 2022 : Corazón guerrero : Samuel Guerrero
- 2022-2023 : Cabo : Maximiliano "Max" Rivas
- 2023-2024 : Vuelve a mí : Diego Carranza
- 2024 : Vivir de amor : Ulises del Olmo (participation spéciale)
- 2025 : Me atrevo a amarte : Ángel Monteiro

### Émissions de télévision
- 2014 : Top Chef Estrellas : lui-même
- 2021 : La casa de los famosos : lui-même

## Théâtre
- Hunab.ku[8]
- La Vida no Vale Nada